# Pallacanestro 3x3 femminile ai III Giochi europei
Le gare del torneo di pallacanestro 3x3 ai III Giochi europei si sono svolte nel giugno 2023 a Cracovia.
Come già ai Giochi olimpici giovanili, i tornei si sono tenuti nel formato 3 contro 3.

## Podio
| Pos.    | Team        | Formazione                                                               |
| ------- | ----------- | ------------------------------------------------------------------------ |
| Oro     | Lituania    | Lituania 3×33 Petrėnaitė, 6 Nacickaitė, 9 Šulskė, 77 Labuckienė, All. -  |
| Argento | Francia     | Francia 3×30 Ngo Ndjock, 1 Mané, 3 Limouzin, 11 Djekoundade, All. -      |
| Bronzo  | Spagna      | Template:Spagna femminile pallacanestro 3x3 Giochi europei 2023          |
| 4.      | Romania     | Romania 3×37 Manea, 10 Vîrjoghe, 23 Podar, 24 Kim, All. -                |
| 5.      | Austria     | Template:Austria femminile pallacanestro 3x3 Giochi europei 2023         |
| 6.      | Rep. Ceca   | Template:Repubblica Ceca femminile pallacanestro 3x3 Giochi europei 2023 |
| 7.      | Polonia     | Template:Polonia femminile pallacanestro 3x3 Giochi europei 2023         |
| 8.      | Israele     | Template:Israele femminile pallacanestro 3x3 Giochi europei 2023         |
| 9.      | Germania    | Template:Germania femminile pallacanestro 3x3 Giochi europei 2023        |
| 10.     | Paesi Bassi | Template:Paesi Bassi femminile pallacanestro 3x3 Giochi europei 2023     |
| 11.     | Ucraina     | Ucraina 3×38 Filevyč, 9 Mollova, 12 Kosmach, 19 Uro-Nilje, All. -        |
| 12.     | Estonia     | Template:Estonia femminile pallacanestro 3x3 Giochi europei 2023         |
| 13.     | Ungheria    | Template:Ungheria femminile pallacanestro 3x3 Giochi europei 2023        |
| 14.     | Svizzera    | Template:Svizzera femminile pallacanestro 3x3 Giochi europei 2023        |
| 15.     | Grecia      | Template:Grecia femminile pallacanestro 3x3 Giochi europei 2023          |
| 16.     | Lettonia    | Template:Lettonia femminile pallacanestro 3x3 Giochi europei 2023        |